# Improvvisato abito da ballo
Improvvisato abito da ballo (Nothing to Wear) è un cortometraggio muto del 1912 diretto da William Humphrey.

## Produzione
Il film fu prodotto dalla Vitagraph Company of America.

## Distribuzione
Distribuito dalla General Film Company, il film - un cortometraggio di una bobina - uscì nelle sale cinematografiche statunitensi il 7 ottobre 1912. In Italia venne distribuito dalla Scalzaferri nel 1914 con il visto di censura numero 4324.